# Zabawka

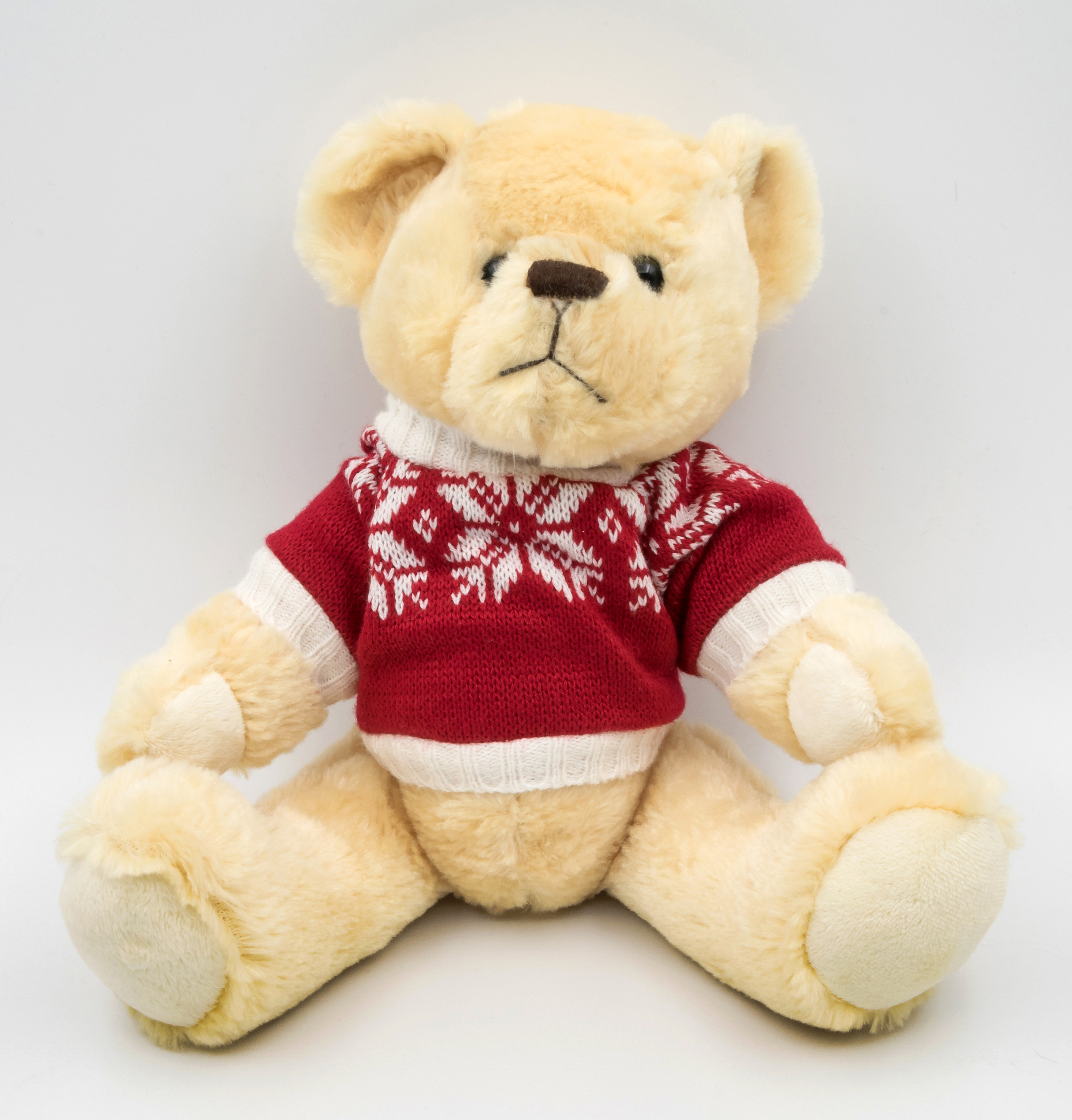
Miś – popularna zabawka dziecięca

Zabawka – przedmiot wykonany głównie do celów zabawowych, przeznaczony do użytku zarówno przez dzieci, jak i osoby dorosłe (w pewnych okolicznościach) oraz dla zwierząt. Zabawka pełni wiele ról, od dostarczania rozrywki, poprzez naukę własności, kończąc na funkcji edukacyjnej .
Do wykonania zabawek wykorzystywane są różne materiały: drewno, papier, tworzywo sztuczne, glina, materiały tekstylne. Mogą być wytwarzane zarówno przez przedsiębiorstwa, jak i samodzielnie przez dzieci i dorosłych w trakcie zabawy. Zabawka ma wiele form np. lalki, samochody, domki, meble czy zwierzęta. Mogą to być przedmioty wykonane specjalnie do tego celu, ale również zwykłe przedmioty gospodarstwa domowego jak i naturalne materiały, np. patyk może służyć w zabawach zarówno jako imitacja broni czy też konia.

## Historia

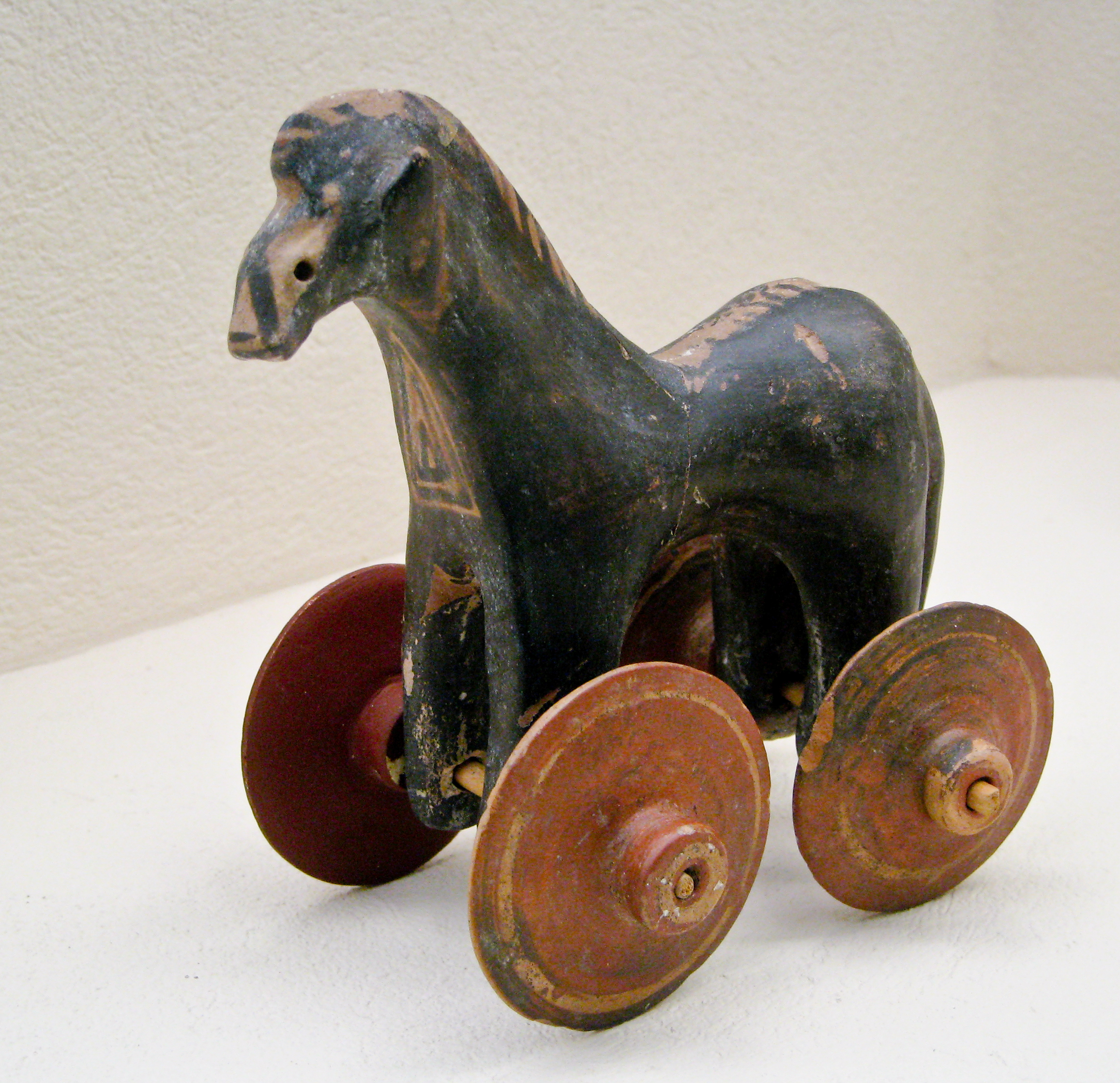
Konik na kółkach, grecka zabawka z grobowca datowanego na lata 950–900 p.n.e., Muzeum Archeologiczne Kerameikos w Atenach

Archeolodzy odkryli figurki sprzed 30 tys. lat, trudno natomiast uznać, czy były to figurki służące kultowi, czy też zabawie. Za najstarszą zabawkę uznaje się główkę lalki znalezioną na włoskiej wyspie Pantelleria liczącą 4000 lat. Obok główki znaleziono miniaturowy garnuszek i wyposażenie miniaturowego pokoiku. Zabawki znane były najdawniejszym cywilizacjom, starożytnym Egipcjanom, czy też cywilizacji doliny Indusu.
Pierwsze zabawki były wykonywane z gliny, kamienia, drewna, ale także skóry, sierści czy kości. Były malowane, miały włosy i ubrania. Z reguły miały formę lalek, ale konstruowano także zabawki mechaniczne, np. krokodyla z ruchomą żuchwą. W starożytnej Grecji i Rzymie wykorzystywano grzechotki wykonane z gliny i ceramiki zarówno do zabawy, jak i obrzędów, a także odstraszania złych duchów. Ich wynalezienie przypisuje się Archytasowi z Tarentu, który skonstruował grzechotkę chcąc zająć dzieci przeszkadzające mu w rozmowie z innym myślicielem. Lalki z tego okresu miały ruchome ręce i nogi, o czym wspominał Ksenofont w „Uczcie” (Sympósion).
W początkach średniowiecza nastąpił regres w stosunku do antyku. Zabawki z tego okresu były proste, zazwyczaj niewielkich rozmiarów i skromnie zdobione. Na wyspie Wolin znaleziono prostą lalkę wykonaną z patyka, z zaznaczoną głową i nogami, datowaną na IX–XII w. Dopiero w okresie późniejszym powstały zabawki bardziej skomplikowane, np. w Elblągu znaleziono korpus lalki z XIII w. z wywierconymi otworkami w miejscu ramion, co świadczyłoby o fakcie posiadania ruchomych rąk mocowanych za pomocą sznurka. Dużą popularnością cieszył się również koń na patyku, który z czasem wyewoluował do konia na biegunach.
W okresie renesansu do produkcji zabawek zaczęto wykorzystywać papier mâché, tworząc głowy, ręce i nogi dla lalek. W XVII wieku na terenie Europy zabawki zaczęły być produkowane na skalę masową – powstały cechy rzemieślnicze specjalizujące się w ich produkcji, głównie z drewna sosnowego, ręcznie rzeźbionych i malowanych. Do produkcji lalek zaczęto też wykorzystywać wosk, który zmieszany z pigmentem i tłuszczem zwierzęcym dawał kolor podobny do ludzkiej skóry. W XIX w. wosk zastał zastąpiony przez porcelanę i biskwit. W XVIII w. zaczęto wykorzystywać zabawki do celów edukacyjnych. W roku 1766 John Spilsbury skonstruował pierwsze puzzle przedstawiające mapę świata i służące do nauki geografii. Wiek XIX to czasy zabawek wprowadzających dzieci w przyszłe role społeczne. W zakładach rzemieślniczych zaczęto wytwarzać domki dla lalek, wyposażone w miniaturowe meble. W drugiej połowie XIX w. powstały zakłady zabawkarskie produkujące zabawki z malowanej brachy czy tworzyw sztucznych, często wyposażonych w mechanizmy sprężynowe, silniki elektryczne, a także zabawki zdalnie sterowane.

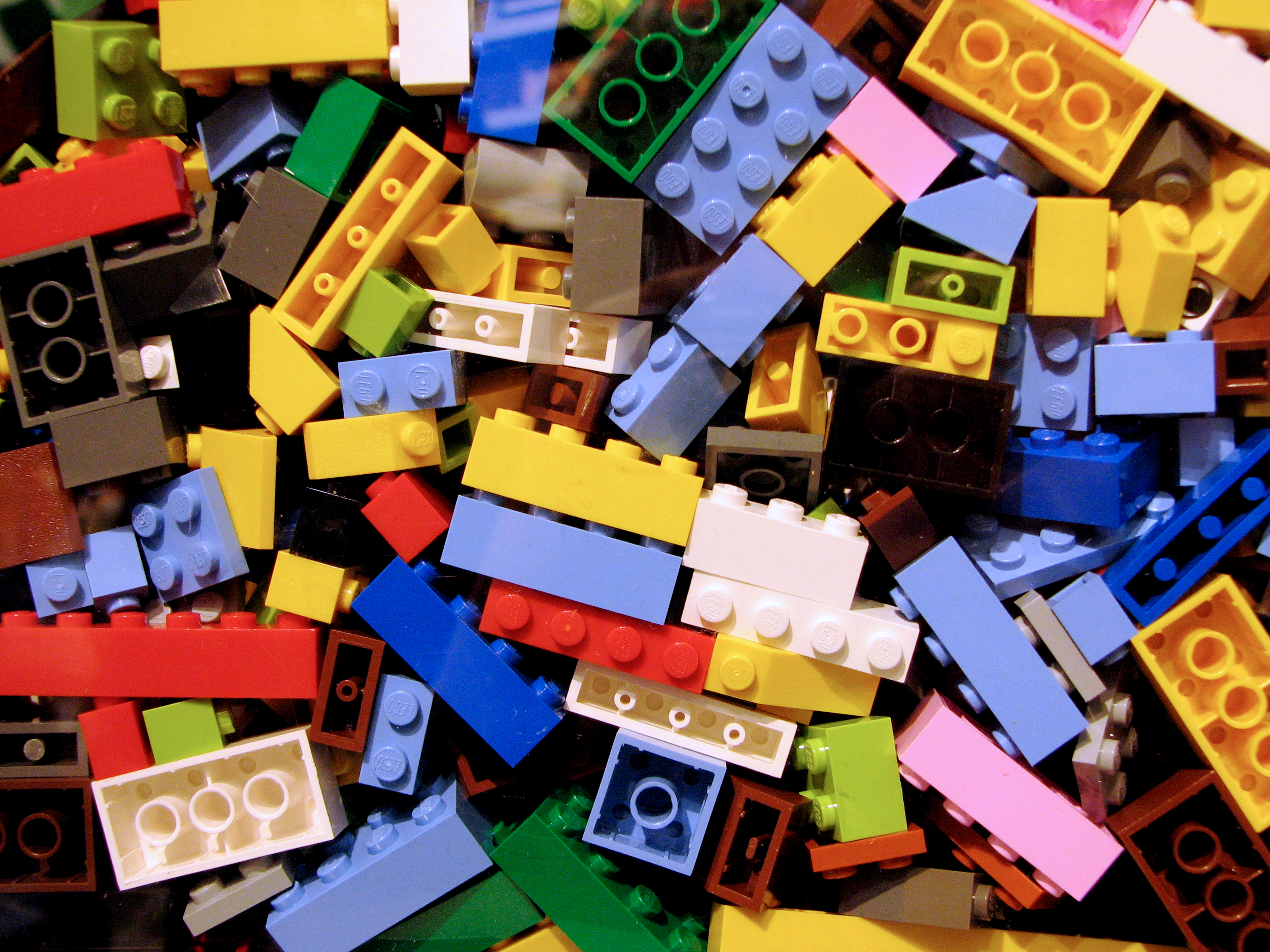
Klocki Lego

Początek XX w. to okres wykorzystywania w produkcji zabawek tworzyw sztucznych, w tym celuloidu. Pozwoliło to obniżyć koszty i rozpocząć produkcję zabawek na masową skalę. W latach 50 XX w. celuloid został zastąpiony mniej łatwopalnymi materiałami. W tym okresie do produkcji zaczęto stosować też gumę i winyl. W 1959 r. na rynku amerykańskim pojawiła się lalka Barbie. II połowa lat 80 XX w. to czas powstania zabawek elektronicznych. Powstały wówczas gry produkowane przez radziecką firmę Elektronika (łapanie jajek), Tetris, a później także elektroniczne zwierzątko Tamagotchi. Wiek XXI to coraz większa mechanizacja i komputeryzacja zabawek, ale także tęsknota za minionymi epokami i powrót do produkcji zabawek z materiałów naturalnych. 

### Historia powstania zabawek na świecie
- jojo – Grecja, 500 r. p.n.e.
- puzzle – Anglia, 1766 r.
- gumowy balon – Anglia, 1824 r.
- plastelina – Niemcy, 1880 r.
- matrioszka – Rosja, 1890 r.
- samochodzik – USA, 1906 r.
- Lego:
  - klocki Lego – Dania, 1949 r.
  - ludzik Lego – Dania, 1974 r.
- hula-hoop – USA, 1957 r.
- lalka Barbie – USA, 1959 r.
- kostka Rubika – Węgry, 1974 r.
- elektroniczne zwierzątko Tamagotchi - Japonia 1996 r.[5]

## Używanie zabawek przez zwierzęta
Podczas badań prowadzonych przez 14 lat w Parku Narodowym Kibale w Ugandzie zaobserwowano zabawę małych szympansów patyczkami. Zwierzęta używały patyczków jak lalek, imitując opiekę nad potomstwem. Zachowanie takie było częściej obserwowane wśród młodych samic niż u samców.